# System kołowy
System kołowy – sposób rozgrywania zawodów sportowych w dyscyplinach, w których rywalizacja polega na bezpośrednich pojedynkach pomiędzy uczestnikami. W systemie kołowym każdy uczestnik gra kolejno ze wszystkimi przeciwnikami. Ten sposób rozgrywek nazywany jest również systemem każdy z każdym, w anglojęzycznej literaturze round-robin.

## Opis
System kołowy jest uważany za najbardziej obiektywny sposób wyłonienia najlepszego zawodnika lub drużyny. Stosowanie tego systemu jest ściśle zależne od liczby uczestników i możliwości technicznych rozegrania określonej liczby gier (bezpośrednich pojedynków). W tym systemie liczba gier (G) jest zależna od liczby uczestników (N):
{\displaystyle G={\frac {N\cdot (N-1)}{2}}.}
System kołowy stosuje się powszechnie w drużynowych rozgrywkach ligowych, w których wszystkie drużyny są podzielone na grupy (ligi) w taki sposób, by wszystkie pojedynki pomiędzy członkami jednej grupy mogły zostać rozegrane w określonym czasie (np. w ciągu jednego sezonu).
Zawody, w których nie jest możliwe zastosowanie systemu kołowego ze względu na zbyt dużą liczbę uczestników są rozgrywane systemem pucharowym, podwójnej eliminacji, szwajcarskim lub mieszanym. Przykładem zastosowania systemu mieszanego jest turniej o mistrzostwo świata w piłce nożnej, w którym początkowo drużyny w małych grupach grają systemem kołowym, po czym po dwie najlepsze drużyny z grup eliminacyjnych rozgrywają mecze systemem pucharowym.

## Tabela Bergera
Jedną z metod parowania rywali w systemie kołowym jest tabela opracowana przez austriackiego teoretyka szachowego Johanna Bergera. Zapewnia ona optymalną liczbę partii granych białymi i czarnymi figurami (w przypadku szachów) bądź meczów domowych i wyjazdowych (w przypadku gier zespołowych).
Przykład tabeli Bergera dla 5 lub 6 uczestników turnieju:
| Kolejka | Pary  | Pary | Pary |
| ------- | ----- | ---- | ---- |
| 1       | 1-(6) | 2-5  | 3-4  |
| 2       | (6)-4 | 5-3  | 1-2  |
| 3       | 2-(6) | 3-1  | 4-5  |
| 4       | (6)-5 | 1-4  | 2-3  |
| 5       | 3-(6) | 4-2  | 5-1  |

Jeśli w turnieju występuje 5 zawodników, w kolejnych kolejkach pauzują bezpośredni rywale zawodnika nr 6.

### Sposób tworzenia tabeli
Krok 1. Parzystą liczbę zawodników (nieparzystą, w celu wykonania tabeli, powiększa się o 1) dzieli się przez 2, uzyskując liczbę meczów w kolejce. W przypadku 5 lub 6 graczy będą to 3 mecze: A, B, C oraz 5 kolejek. Zawodników z numerami 1-3 wpisuje się w pierwszej kolejce jako grających białymi (gospodarze) w meczach A, B i C. Zawodników z numerami 4-6 jako grających czarnymi (goście), ale w odwrotnej kolejności: C, B, A. W ten sposób tworzymy pary pierwszej kolejki.
| Kolejka | A   | B   | C   |
| ------- | --- | --- | --- |
| 1       | 1-6 | 2-5 | 3-4 |

Krok 2. Parowanie zawodników w drugiej kolejce zaczyna się od umieszczenia w meczu A zawodnika z ostatnim numerem, czyli 6, ale tym razem jako grającego białymi (ta zasada będzie obowiązywać nr 6 do ostatniej kolejki). Jego rywalem będzie grający czarnymi w ostatnim meczu poprzedniej kolejki, czyli zawodnik z nr 4. Grającymi białymi w meczach B i C będą odpowiednio kolejni na liście, czyli nr 5 oraz – pomijając nr 6 i wracając na początek listy – nr 1. Numery 2 i 3 (kolejne na liście) będą grać czarnymi w meczach C i B (czyli w odwrotnej kolejności).
| Kolejka | A   | B   | C   |
| ------- | --- | --- | --- |
| 1       | 1-6 | 2-5 | 3-4 |
| 2       | 6-4 | 5-3 | 1-2 |

Krok 3. Trzecią kolejkę zaczyna się od nr 6 grającego czarnymi w meczu A, który za rywala będzie mieć grającego czarnymi w ostatnim meczu poprzedniej kolejki, czyli nr 2 (tym razem zagra białymi). Numery 3 i 4 będą grać białymi w meczach B i C, a 5 i 1 – czarnymi w meczach C i B.
| Kolejka | A   | B   | C   |
| ------- | --- | --- | --- |
| 1       | 1-6 | 2-5 | 3-4 |
| 2       | 6-4 | 5-3 | 1-2 |
| 3       | 2-6 | 3-1 | 4-5 |

Krok 4. Czwartą kolejkę zaczyna nr 6, tym razem grający białymi, który spotka się z nr 5 (czarne w ostatnim meczu poprzedniej kolejki). Następnie, numery 1 i 2, zagrają z numerami 3 i 4, ale w odwrotnej kolejności.
| Kolejka | A   | B   | C   |
| ------- | --- | --- | --- |
| 1       | 1-6 | 2-5 | 3-4 |
| 2       | 6-4 | 5-3 | 1-2 |
| 3       | 2-6 | 3-1 | 4-5 |
| 4       | 6-5 | 1-4 | 2-3 |

Krok 5. Ostatnia kolejka zaczyna od nr 6 grającego czarnymi przeciwko nr 3 (białe). Numery 4 (mecz B) i 5 (mecz C) zagrają z numerami 1 (mecz C) i 2 (mecz B).
| Kolejka | A   | B   | C   |
| ------- | --- | --- | --- |
| 1       | 1-6 | 2-5 | 3-4 |
| 2       | 6-4 | 5-3 | 1-2 |
| 3       | 2-6 | 3-1 | 4-5 |
| 4       | 6-5 | 1-4 | 2-3 |
| 5       | 3-6 | 4-2 | 5-1 |

### Tabele Bergera jako graf

Graf obrazujący tabele Bergera dla 14 uczestników

Tabele Bergera można też w całości, dla wszystkich kolejek, zobrazować jako graf. Pary pierwszej kolejki są zaznaczone. Pary następnych kolejek otrzyma się przesuwając numery wierzchołków (z wyjątkiem środkowego wierzchołka) zgodnie z ruchem wskazówek zegara.
Ten sam schemat otrzymać można nie ruszając z miejsc numerów, a przesuwając krawędzie przeciwnie do ruchu wskazówek zegara.
Inny sposób (zgodny z opisem tworzenia powyżej). Pary pierwszej kolejki są zaznaczone. W każdej następnej kolejce każdy uczestnik (z wyjątkiem umieszczonego pośrodku) „przesuwa się” od swojego aktualnego rywala do następnego przeciwnie do ruchu wskazówek zegara. Jeśli w wyniku przesunięcia wyjdzie, że powinien rozegrać mecz ze sobą samym to gra z rywalem umieszczonym pośrodku (na przykładzie nr 14), a następne kolejki kontynuuje od swojej pozycji.

## Polska tabela
System kołowy działa nieco inaczej gdy istotne jest kto jest pierwszym, a kto drugim w parze np. kto jest gospodarzem meczu w grach zespołowych. Naturalne rozwiązanie to mecz i rewanż, czyli dwie rundy, w drugiej rundzie kolejność par w kolejkach jest odwrócona. Idealny terminarz przewidywałby naprzemienną grę typu dom, wyjazd, dom, wyjazd itd. lub odwrotną wyjazd, dom, wyjazd, dom itd. Taki schemat jest możliwy jedynie dla dwóch zespołów, co łatwo można wykazać (dwie drużyny grające u siebie w tych samych kolejkach nie mogłoby ze sobą zagrać). Oznacza to, że wszystkie drużyny, z wyjątkiem dwóch, przynajmniej raz muszą mieć dwa wyjazdy z rzędu w jednej z rund i dwa domowe mecze z rzędu w drugiej z nich. Stan taki nosi nazwę przeskoku.
W systemie kołowym stworzonym za pomocą tabel Bergera przeskok występuje tylko raz w każdej z rund. Jednak jedna z drużyn (gdy gra 2k drużyn jest to drużyna numer k+1) rozpoczyna od dwóch wyjazdów z rzędu, co uznawane jest za niekorzystne. Problem ten rozwiązuje tak zwana polska tabela (nazwa taka jest używana np. w Czechach). Jest to schemat powstały z tabeli Bergera, ale z odwróceniem kolejności par w spotkaniach z udziałem drużyny numer 2k w pierwszych k-1 meczach z jej udziałem. Tak powstały schemat zapewnia równy start (wszystkie drużyny grają tyle samo spotkań u siebie i na wyjeździe w pierwszych 2, 4, 6, ..., p meczach każdej rundy) i równy finisz (wszystkie drużyny grają tyle samo spotkań u siebie i na wyjeździe w ostatnich 2, 4, 6, ..., p meczach każdej rundy), gdzie p jest największą liczbą parzystą mniejszą lub równą k-1.
Zarówno w systemie tworzonym tabelami Bergera, jak i tabelami polskimi możliwe jest wyznaczenie k par derbowych, tzn. takich par, że nigdy nie zdarza się, by oba zespoły jednocześnie grały u siebie. Jeśli jeden zespół gra w domu to drugi na wyjeździe. Jest to istotne by zapewnić kibicom dwóch drużyn z jednego miasta by zawsze któraś z nich grała u siebie. Ma to także znaczenie dla bezpieczeństwa imprez masowych – wymaga zapewnienia ochrony tylko jednego meczu w takim mieście w jednej kolejce.

### Przykłady
pogrubiono zmiany względem tabeli Bergera

#### dla 6 drużyn
| Kolejka | A   | B   | C   |
| ------- | --- | --- | --- |
| 1       | 6-1 | 2-5 | 3-4 |
| 2       | 4-6 | 5-3 | 1-2 |
| 3       | 2-6 | 3-1 | 4-5 |
| 4       | 6-5 | 1-4 | 2-3 |
| 5       | 3-6 | 4-2 | 5-1 |

- terminarz naprzemienny: dla 1 i 3
- pary derbowe: 1-3, 2-5, 4-6
- równy start: w 2 pierwszych kolejkach
- równy finisz: w 2 ostatnich kolejkach

#### dla 8 drużyn
| Kolejka | A   | B   | C   | D   |
| ------- | --- | --- | --- | --- |
| 1       | 8-1 | 2-7 | 3-6 | 4-5 |
| 2       | 5-8 | 6-4 | 7-3 | 1-2 |
| 3       | 8-2 | 3-1 | 4-7 | 5-6 |
| 4       | 8-6 | 7-5 | 1-4 | 2-3 |
| 5       | 3-8 | 4-2 | 5-1 | 6-7 |
| 6       | 8-7 | 1-6 | 2-5 | 3-4 |
| 7       | 4-8 | 5-3 | 6-2 | 7-1 |

- terminarz naprzemienny: dla 1 i 4
- pary derbowe: 1-4, 2-5, 3-7, 6-8
- równy start: w 2 pierwszych kolejkach
- równy finisz: w 2 i 4 ostatnich kolejkach

#### dla 10 drużyn
| Kolejka | A    | B   | C   | D   | E   |
| ------- | ---- | --- | --- | --- | --- |
| 1       | 10-1 | 2-9 | 3-8 | 4-7 | 5-6 |
| 2       | 6-10 | 7-5 | 8-4 | 9-3 | 1-2 |
| 3       | 10-2 | 3-1 | 4-9 | 5-8 | 6-7 |
| 4       | 7-10 | 8-6 | 9-5 | 1-4 | 2-3 |
| 5       | 3-10 | 4-2 | 5-1 | 6-9 | 7-8 |
| 6       | 10-8 | 9-7 | 1-6 | 2-5 | 3-4 |
| 7       | 4-10 | 5-3 | 6-2 | 7-1 | 8-9 |
| 8       | 10-9 | 1-8 | 2-7 | 3-6 | 4-5 |
| 9       | 5-10 | 6-4 | 7-3 | 8-2 | 9-1 |

- terminarz naprzemienny: dla 1 i 5
- pary derbowe: 1-5, 2-6, 3-8, 4-9, 7-10
- równy start: w 2 i 4 pierwszych kolejkach
- równy finisz: w 2 i 4 ostatnich kolejkach

#### dla 12 drużyn
| Kolejka | A     | B    | C    | D    | E    | F     |
| ------- | ----- | ---- | ---- | ---- | ---- | ----- |
| 1       | 12-1  | 2-11 | 3-10 | 4-9  | 5-8  | 6-7   |
| 2       | 7-12  | 8-6  | 9-5  | 10-4 | 11-3 | 1-2   |
| 3       | 12-2  | 3-1  | 4-11 | 5-10 | 6-9  | 7-8   |
| 4       | 8-12  | 9-7  | 10-6 | 11-5 | 1-4  | 2-3   |
| 5       | 12-3  | 4-2  | 5-1  | 6-11 | 7-10 | 8-9   |
| 6       | 12-9  | 10-8 | 11-7 | 1-6  | 2-5  | 3-4   |
| 7       | 4-12  | 5-3  | 6-2  | 7-1  | 8-11 | 9-10  |
| 8       | 12-10 | 11-9 | 1-8  | 2-7  | 3-6  | 4-5   |
| 9       | 5-12  | 6-4  | 7-3  | 8-2  | 9-1  | 10-11 |
| 10      | 12-11 | 1-10 | 2-9  | 3-8  | 4-7  | 5-6   |
| 11      | 6-12  | 7-5  | 8-4  | 9-3  | 10-2 | 11-1  |

- terminarz naprzemienny: dla 1 i 6
- pary derbowe: 1-6, 2-7, 3-8, 4-10, 5-11, 9-12
- równy start: w 2 i 4 pierwszych kolejkach
- równy finisz: w 2, 4 i 6 ostatnich kolejkach

#### dla 14 drużyn
| Kolejka | A     | B     | C    | D    | E    | F     | G     |
| ------- | ----- | ----- | ---- | ---- | ---- | ----- | ----- |
| 1       | 14-1  | 2-13  | 3-12 | 4-11 | 5-10 | 6-9   | 7-8   |
| 2       | 8-14  | 9-7   | 10-6 | 11-5 | 12-4 | 13-3  | 1-2   |
| 3       | 14-2  | 3-1   | 4-13 | 5-12 | 6-11 | 7-10  | 8-9   |
| 4       | 9-14  | 10-8  | 11-7 | 12-6 | 13-5 | 1-4   | 2-3   |
| 5       | 14-3  | 4-2   | 5-1  | 6-13 | 7-12 | 8-11  | 9-10  |
| 6       | 10-14 | 11-9  | 12-8 | 13-7 | 1-6  | 2-5   | 3-4   |
| 7       | 4-14  | 5-3   | 6-2  | 7-1  | 8-13 | 9-12  | 10-11 |
| 8       | 14-11 | 12-10 | 13-9 | 1-8  | 2-7  | 3-6   | 4-5   |
| 9       | 5-14  | 6-4   | 7-3  | 8-2  | 9-1  | 10-13 | 11-12 |
| 10      | 14-12 | 13-11 | 1-10 | 2-9  | 3-8  | 4-7   | 5-6   |
| 11      | 6-14  | 7-5   | 8-4  | 9-3  | 10-2 | 11-1  | 12-13 |
| 12      | 14-13 | 1-12  | 2-11 | 3-10 | 4-9  | 5-8   | 6-7   |
| 13      | 7-14  | 8-6   | 9-5  | 10-4 | 11-3 | 12-2  | 13-1  |

- terminarz naprzemienny: dla 1 i 7
- pary derbowe: 1-7, 2-8, 3-9, 4-11, 5-12, 6-13, 10-14
- równy start: w 2, 4 i 6 pierwszych kolejkach
- równy finisz: w 2, 4 i 6 ostatnich kolejkach

#### dla 16 drużyn
| Kolejka | A     | B     | C     | D    | E    | F     | G     | H     |
| ------- | ----- | ----- | ----- | ---- | ---- | ----- | ----- | ----- |
| 1       | 16-1  | 2-15  | 3-14  | 4-13 | 5-12 | 6-11  | 7-10  | 8-9   |
| 2       | 9-16  | 10-8  | 11-7  | 12-6 | 13-5 | 14-4  | 15-3  | 1-2   |
| 3       | 16-2  | 3-1   | 4-15  | 5-14 | 6-13 | 7-12  | 8-11  | 9-10  |
| 4       | 10-16 | 11-9  | 12-8  | 13-7 | 14-6 | 15-5  | 1-4   | 2-3   |
| 5       | 16-3  | 4-2   | 5-1   | 6-15 | 7-14 | 8-13  | 9-12  | 10-11 |
| 6       | 11-16 | 12-10 | 13-9  | 14-8 | 15-7 | 1-6   | 2-5   | 3-4   |
| 7       | 16-4  | 5-3   | 6-2   | 7-1  | 8-15 | 9-14  | 10-13 | 11-12 |
| 8       | 16-12 | 13-11 | 14-10 | 15-9 | 1-8  | 2-7   | 3-6   | 4-5   |
| 9       | 5-16  | 6-4   | 7-3   | 8-2  | 9-1  | 10-15 | 11-14 | 12-13 |
| 10      | 16-13 | 14-12 | 15-11 | 1-10 | 2-9  | 3-8   | 4-7   | 5-6   |
| 11      | 6-16  | 7-5   | 8-4   | 9-3  | 10-2 | 11-1  | 12-15 | 13-14 |
| 12      | 16-14 | 15-13 | 1-12  | 2-11 | 3-10 | 4-9   | 5-8   | 6-7   |
| 13      | 7-16  | 8-6   | 9-5   | 10-4 | 11-3 | 12-2  | 13-1  | 14-15 |
| 14      | 16-15 | 1-14  | 2-13  | 3-12 | 4-11 | 5-10  | 6-9   | 7-8   |
| 15      | 8-16  | 9-7   | 10-6  | 11-5 | 12-4 | 13-3  | 14-2  | 15-1  |

- terminarz naprzemienny: dla 1 i 8
- pary derbowe: 1-8, 2-9, 3-10, 4-11, 5-13, 6-14, 7-15, 12-16
- równy start: w 2, 4 i 6 pierwszych kolejkach
- równy finisz: w 2, 4, 6 i 8 ostatnich kolejkach

#### dla 18 drużyn
| Kolejka | A     | B     | C     | D     | E    | F     | G     | H     | I     |
| ------- | ----- | ----- | ----- | ----- | ---- | ----- | ----- | ----- | ----- |
| 1       | 1-18  | 2-17  | 3-16  | 4-15  | 5-14 | 6-13  | 7-12  | 8-11  | 9-10  |
| 2       | 18-10 | 11-9  | 12-8  | 13-7  | 14-6 | 15-5  | 16-4  | 17-3  | 1-2   |
| 3       | 2-18  | 3-1   | 4-17  | 5-16  | 6-15 | 7-14  | 8-13  | 9-12  | 10-11 |
| 4       | 18-11 | 12-10 | 13-9  | 14-8  | 15-7 | 16-6  | 17-5  | 1-4   | 2-3   |
| 5       | 3-18  | 4-2   | 5-1   | 6-17  | 7-16 | 8-15  | 9-14  | 10-13 | 11-12 |
| 6       | 18-12 | 13-11 | 14-10 | 15-9  | 16-8 | 17-7  | 1-6   | 2-5   | 3-4   |
| 7       | 4-18  | 5-3   | 6-2   | 7-1   | 8-17 | 9-16  | 10-15 | 11-14 | 12-13 |
| 8       | 18-13 | 14-12 | 15-11 | 16-10 | 17-9 | 1-8   | 2-7   | 3-6   | 4-5   |
| 9       | 5-18  | 6-4   | 7-3   | 8-2   | 9-1  | 10-17 | 11-16 | 12-15 | 13-14 |
| 10      | 18-14 | 15-13 | 16-12 | 17-11 | 1-10 | 2-9   | 3-8   | 4-7   | 5-6   |
| 11      | 6-18  | 7-5   | 8-4   | 9-3   | 10-2 | 11-1  | 12-17 | 13-16 | 14-15 |
| 12      | 18-15 | 16-14 | 17-13 | 1-12  | 2-11 | 3-10  | 4-9   | 5-8   | 6-7   |
| 13      | 7-18  | 8-6   | 9-5   | 10-4  | 11-3 | 12-2  | 13-1  | 14-17 | 15-16 |
| 14      | 18-16 | 17-15 | 1-14  | 2-13  | 3-12 | 4-11  | 5-10  | 6-9   | 7-8   |
| 15      | 8-18  | 9-7   | 10-6  | 11-5  | 12-4 | 13-3  | 14-2  | 15-1  | 16-17 |
| 16      | 18-17 | 1-16  | 2-15  | 3-14  | 4-13 | 5-12  | 6-11  | 7-10  | 8-9   |
| 17      | 9-18  | 10-8  | 11-7  | 12-6  | 13-5 | 14-4  | 15-3  | 16-2  | 17-1  |

- terminarz naprzemienny: dla 1 i 9
- pary derbowe: 1-9, 2-10, 3-11, 4-12, 5-14, 6-15, 7-16, 8-17, 13-18
- równy start: w 2, 4, 6 i 8 pierwszych kolejkach
- równy finisz: w 2, 4, 6 i 8 ostatnich kolejkach